# Гримучник зелений
Гримучник зелений (Crotalus viridis) — отруйна змія з роду Справжній гримучник родини Гадюкові. Має 2 підвиди.

## Опис
загальна довжина досягає 1—1,51 м. Голова пласка. велика. Має 3 міжносові щитки. тулуб кремезний та товстий. Хвіст короткий. Забарвлення зеленувато-сірого кольору з темними округлими плямами, які тягнуться уздовж спини.

## Спосіб життя
Полюбляє сухі пустельні—степові ділянки зі скелястим або щебнисті ґрунтом, розріджену рослинність. зустрічається на висоті до 2500 м над рівнем моря. Ховається у глибоких ущелинах у скелях та норах гризунів. Активний вночі. Харчується дрібними гризунами (земляними білками, луговими собачками, молодими кролями), птахами, жабами, ящірками й комахами.
При укусі виникає дуже важке отруєння. Цей вид стоїть на другому місці після техаського гримучника за кількістю укусів зі смертельним наслідком на території США.
Це живородна змія. Самиця народжує до 25 дитинчат.

## Розповсюдження
Мешкає у провінції Альберта й Саскачеван (Канада), штатах Орегон, Південна Дакота, Монтана, Каліфорнія, Вашингтон, Аризона, Нью-Мексико (Сполучені Штати Америки), штатах Баха-Каліфорнія, Чіуауа, Коауїла (Мексика).

## Підвиди
- Crotalus viridis nuntius
- Crotalus viridis viridis